# Instituto Evandro Chagas
O Instituto Evandro Chagas é uma instituição científica sediada em Belém do Pará e com laboratórios em Ananindeua (área metropolitana). Foi fundada no ano de 1936 no governo de Gama Malcher, tendo como primeiro diretor científico o próprio Evandro Chagas, filho mais velho de Carlos Chagas, quando então foi inaugurada como Instituto de Patologia Experimental do Norte (IPEN).